# Heteroscodra maculata
Heteroscodra maculata là một loài nhện trong họ Theraphosidae. Chúng được Mary Agard Pocock miêu tả năm 1899.

## Hình ảnh

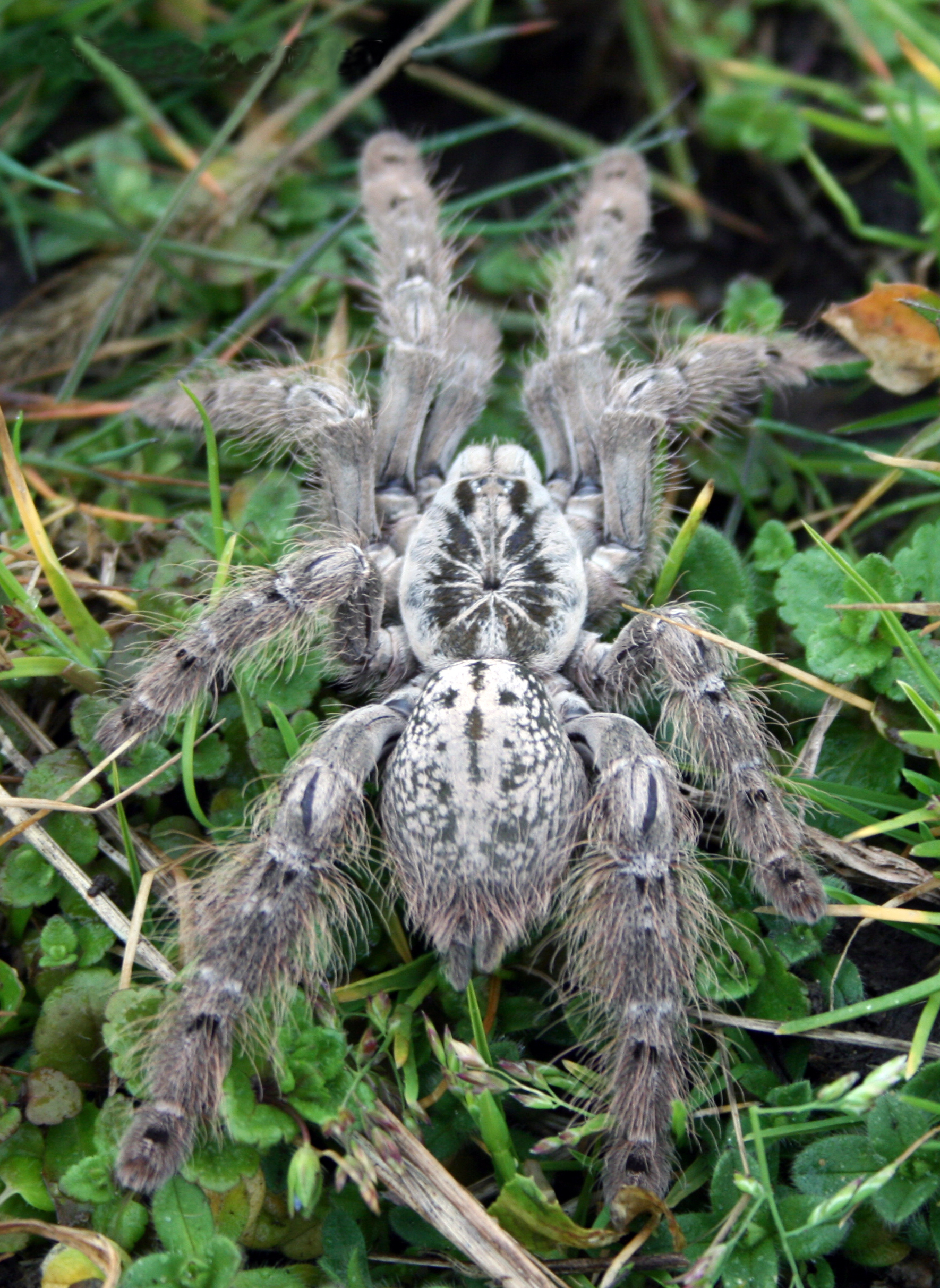
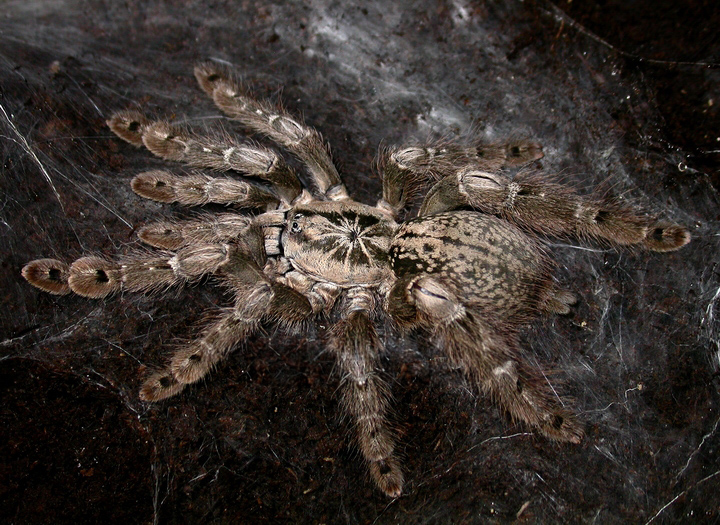
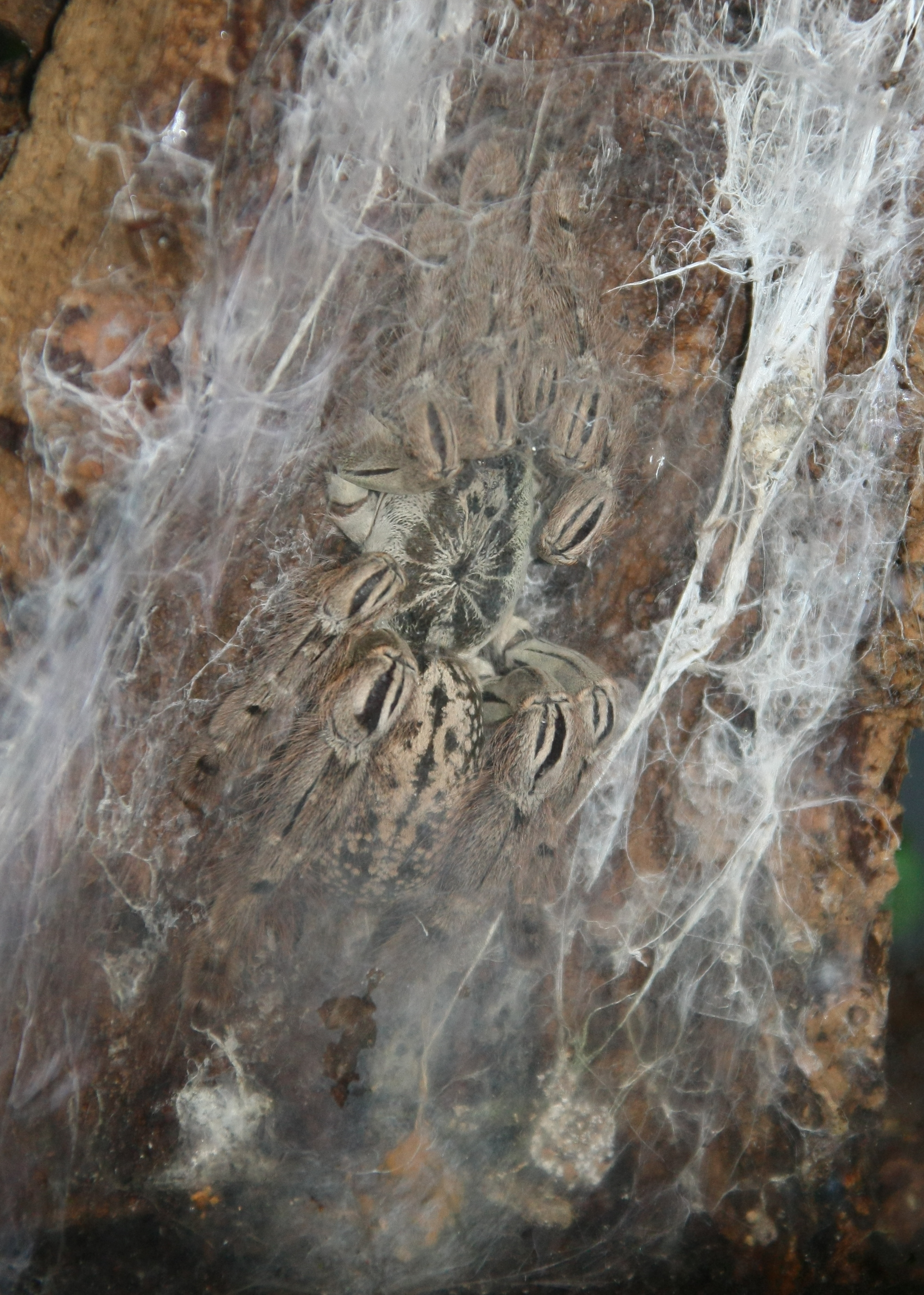